# Francesc Carrés i Costa
Francesc Carrés i Costa   (Figueres, 8 de maig de 1919 - Barcelona, 8 de desembre de 1948) fou un futbolista català de la dècada de 1940.
Va jugar al CE Portbou, UE Figueres i CD Blanes, abans de debutar amb el Girona FC a segona divisió.
Començà jugant d'extrem esquerre, però al Girona fou reconvertit com a davanter centre, posició en la qual es consolidà. La temporada 1941-42 fitxà pel RCD Espanyol, però només hi juga dos partits oficials, acabant la temporada al CE Europa.
Posteriorment va passar per la UD Mataronesa (1942-43), CE Mataró, UE Figueres, CD Málaga i novament Girona.